# Hiroki Aiba
Hiroki Aiba (相葉弘樹, Aiba Hiroki) (Chiba, Japão, 1 de Outubro de 1987), é um ator japonês.

## Filmografia

### Filmes
| Ano  | Título original                                     | Título em português | Papel                          | Observações |
| 2006 | Tennis no Oujisama                                  |                     |                                |             |
| 2007 | Sukitomo                                            |                     |                                |             |
| 2008 | Takumi-kun Series 1: Soshite, Harukaze ni Sasayaite |                     | Sachi Inoue                    |             |
| 2009 | Samurai Sentai Shinkenger: Tenkawakeme no Tatakai   |                     | Ryunosuke Ikenami/Shinken Blue |             |
| 2010 | Samurai Sentai Shinkenger vs. Go-onger              |                     | Ryunosuke Ikenami/Shinken Blue |             |
| 2011 | Tensou Sentai Goseiger vs. Shinkenger               |                     | Ryunosuke Ikenami/Shinken Blue |             |

### Televisão
| Ano  | Título original             | Título em português | Papel            | Observações |
| 2007 | Delicious Gakuin            |                     | Rin Takasugi     | TV Tokyo    |
| 2008 | Uramiya Honpo               |                     |                  | TV Tokyo    |
| 2008 | Tadashii Oji no Tsukurikata |                     | Shurinosuke Hata | TV Tokyo    |

### Tokusatsu
| Ano  | Título original           | Título em português | Papel                          | Observações        |
| 2009 | Samurai Sentai Shinkenger |                     | Ryunosuke Ikenami/Shinken Blue | TV Asahi           |
| 2009 | Kamen Rider Decade        |                     | Ryunosuke Ikenami/Shinken Blue | TV Asahi, ep-24,25 |